# أنطونيو أكولينتي
انطونيو اكولينتي (بالإيطالية: Antonio Aquilanti)‏ (8 نوفمبر 1985 بلانتشانو في إيطاليا - ) هو لاعب كرة قدم إيطالي في مركز الدفاع. شارك مع منتخب إيطاليا تحت 15 سنة لكرة القدم ومنتخب إيطاليا تحت 19 سنة لكرة القدم ومنتخب إيطاليا تحت 20 سنة لكرة القدم. أما مع النوادي، فقد لعب مع فيورنتينا ونادي أسكولي ونادي برو باتاريا ونادي بيسكارا ونادي بينيفينتو وكوسينزا كالشيو ولانشانو كالتشيو 1920 ‏.

## روابط خارجية
- أنطونيو أكولينتي على موقع قاعدة بيانات كرة القدم.إي يو (الإنجليزية)
- أنطونيو أكولينتي على موقع Soccerway.com (الإنجليزية)
- أنطونيو أكولينتي على موقع عالم كرة القدم.نت (الإنجليزية)